# Regió Autònoma de Príncipe
La Regió Autònoma de Príncipe és l'ens administratiu en què es desenvolupa l'autonomia jurídica  de l'illa de Príncipe dins de l'organització territorial de la República Democràtica de São Tomé i Príncipe. La Regió Autònoma de Príncipe comprèn tota l'illa de Príncipe, de 142 km², amb una població de 7.324 habitants, segons el cens de 2012. La seva capital és la vila de Santo António.

## Illes
La principal és l'Illa de Príncipe. Altres són:
- Ilheu Bom Bom
- Ilhéu Caroço
- Pedras Tinhosas
- Tinhosa Grande
- Tinhosa Pequena

## Creació
La constitució de São Tomé i Príncipe de 1990 consagra en el seu article 137 l'existència de la Regió Autònoma de Príncipe amb un estatut polític-administratiu propi, atenent a la seva especificitat, i també defineix els seus òrgans d'autogovern que són l'Assemblea Regional i el Govern Regional. L'estatut va entrar en vigor el 29 d'abril de 1995. Anteriorment, l'illa constituïa una de les dues províncies de São Tomé i Príncipe i comptava amb un districte únic, el de Pagué.

## Assentaments
Príncipe té una ciutat, Santo António, i un aeroport (codi IATA: PCP, OACI: FPPR), així com algunes viles inclses Bela Vista, Bombom, Futuro, Neves Ferreira, Paciencia, Ponta Fonte, Ribeira Ize, Santo António de Ureca i Vila Rosa. Algunes d'elles eren connectades a una petita xarxa de carreteres. Una de les poques millores va ser l'establiment d'una connexió de vol regular amb São Tomé en 1949.